# Дорненбюрг
Дорненбюрг (нід. Doornenburg) — село в нідерландській провінції Гелдерланд. Входить до муніципалітету Лінгевард.
Його площа становить 8,41км², а населення станом на 2021 рік складало 2 740 осіб.
Перша згадка про населений пункт датується  9-им сторіччям.

## Галерея

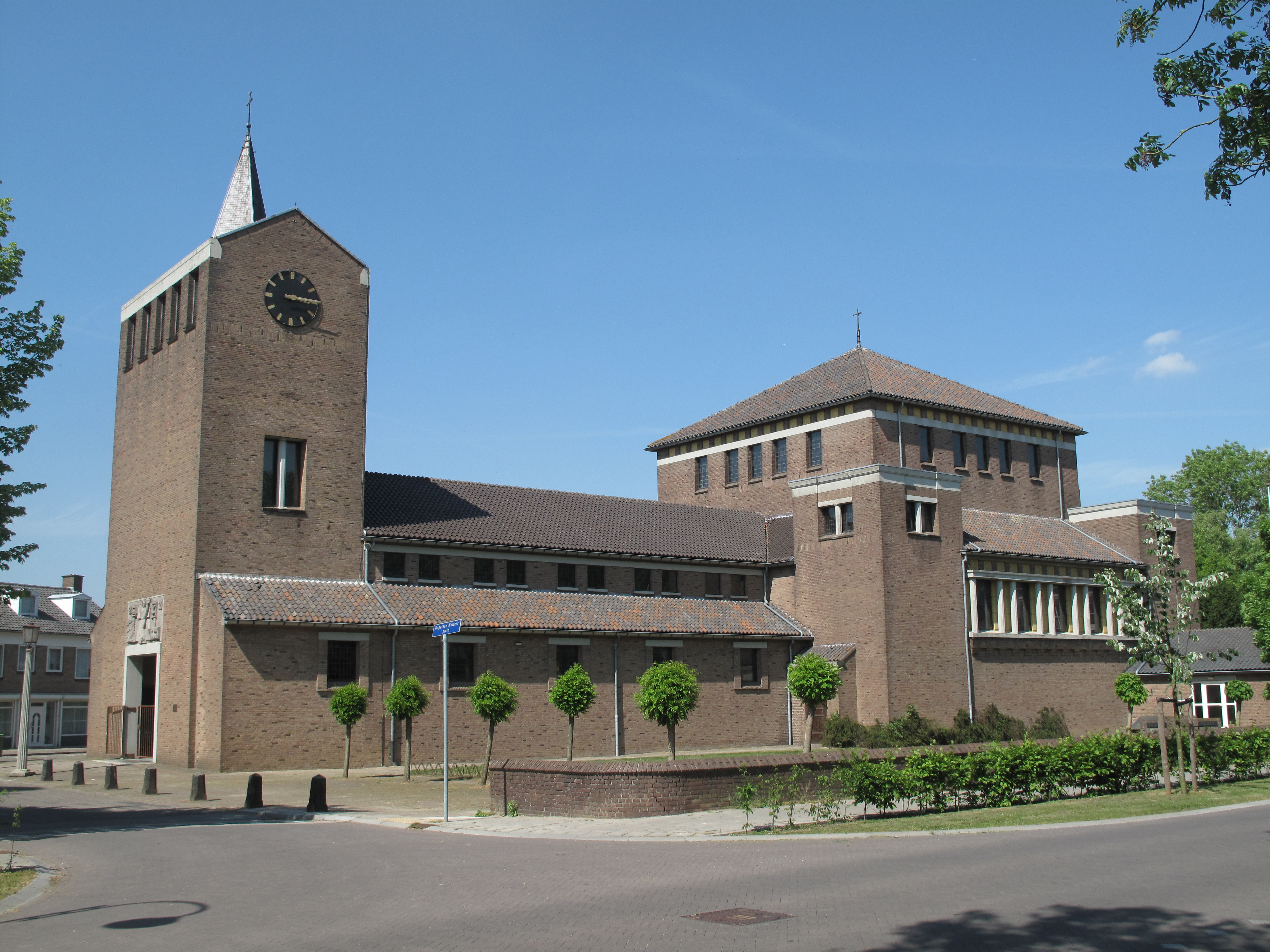
Сільська церква
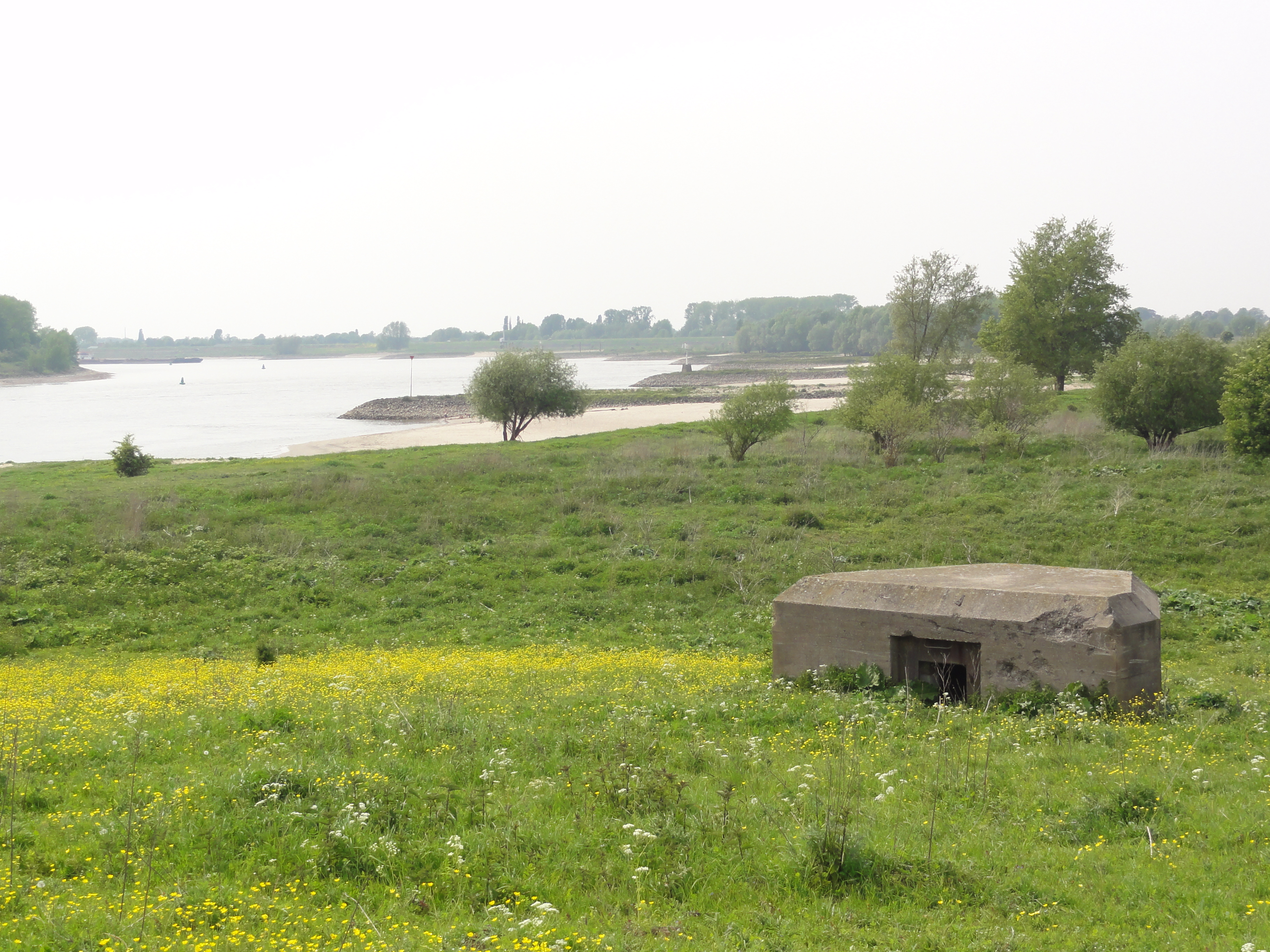
Бункер форту Паннерден
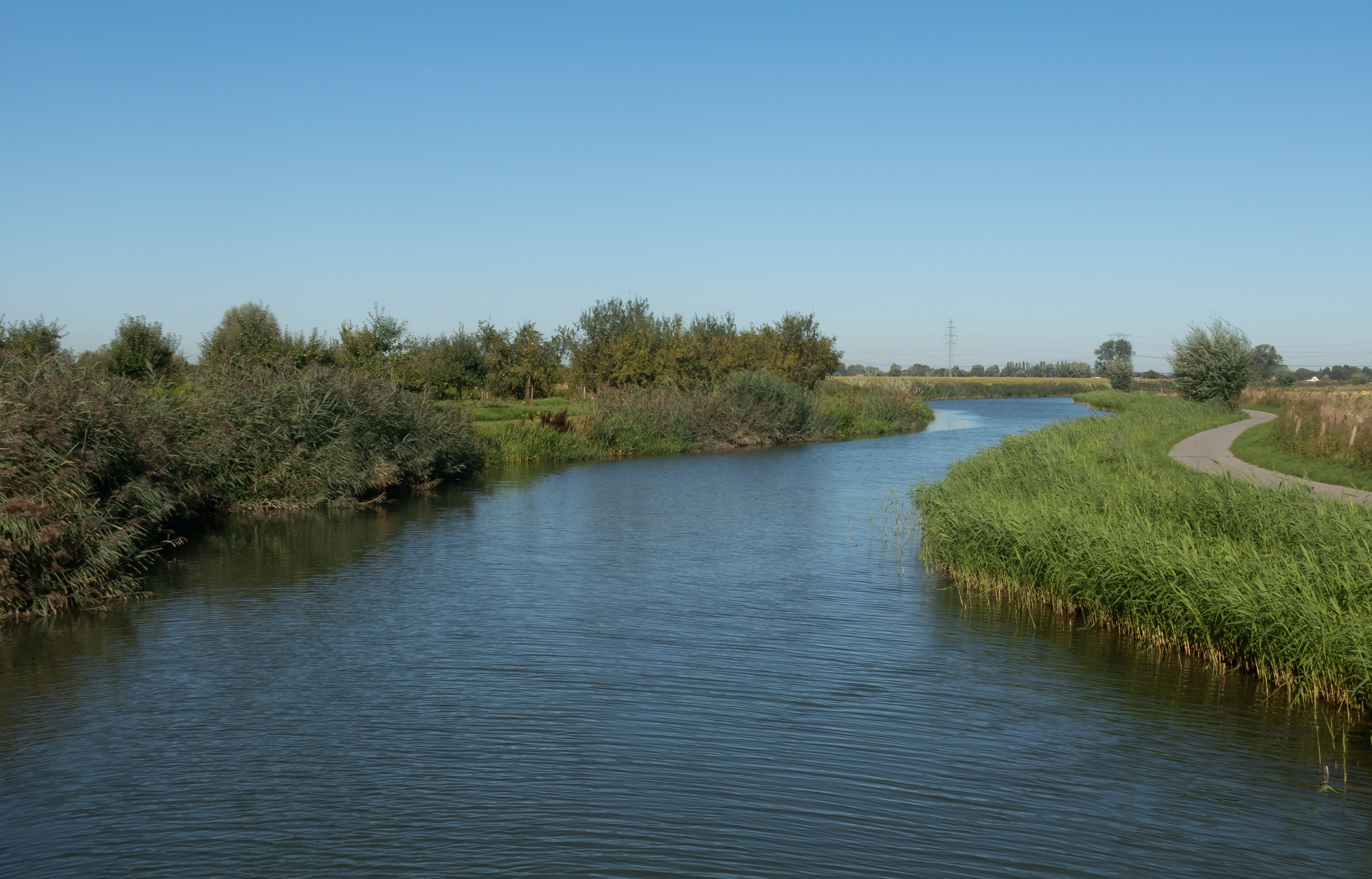
Течія Лінге біля села